# Forrest-Drachenkopf
Der Forrest-Drachenkopf (Dracocephalum forrestii) ist eine Pflanzenart aus der Gattung der Drachenköpfe (Dracocephalum) in der Familie der Lippenblütler (Lamiaceae). Er ist nach dem Botaniker und Pflanzensammler George Forrest (1873–1932) benannt.

## Beschreibung
Der Forrest-Drachenkopf ist eine ausdauernde, krautige Pflanze, die Wuchshöhen zwischen 13 und 78 Zentimetern erreicht. Der Abstand zwischen den Blattpaaren am Stängel beträgt 1 bis 1,4 Zentimeter. An den oberen fünf bis zehn Knoten befinden sich Scheinquirle, die jeweils aus zwei Blüten bestehen. Die Krone ist 25 bis 28 Millimeter lang.
Die Blütezeit reicht von August bis Oktober.

## Verbreitung
Die Art kommt in China in Yunnan auf steinigen subalpinen Grasfluren in Höhenlagen von 2300 bis 2500 Metern vor.

## Nutzung
Der Forrest-Drachenkopf wird selten als Zierpflanze für Steingärten genutzt.